# كربون-12

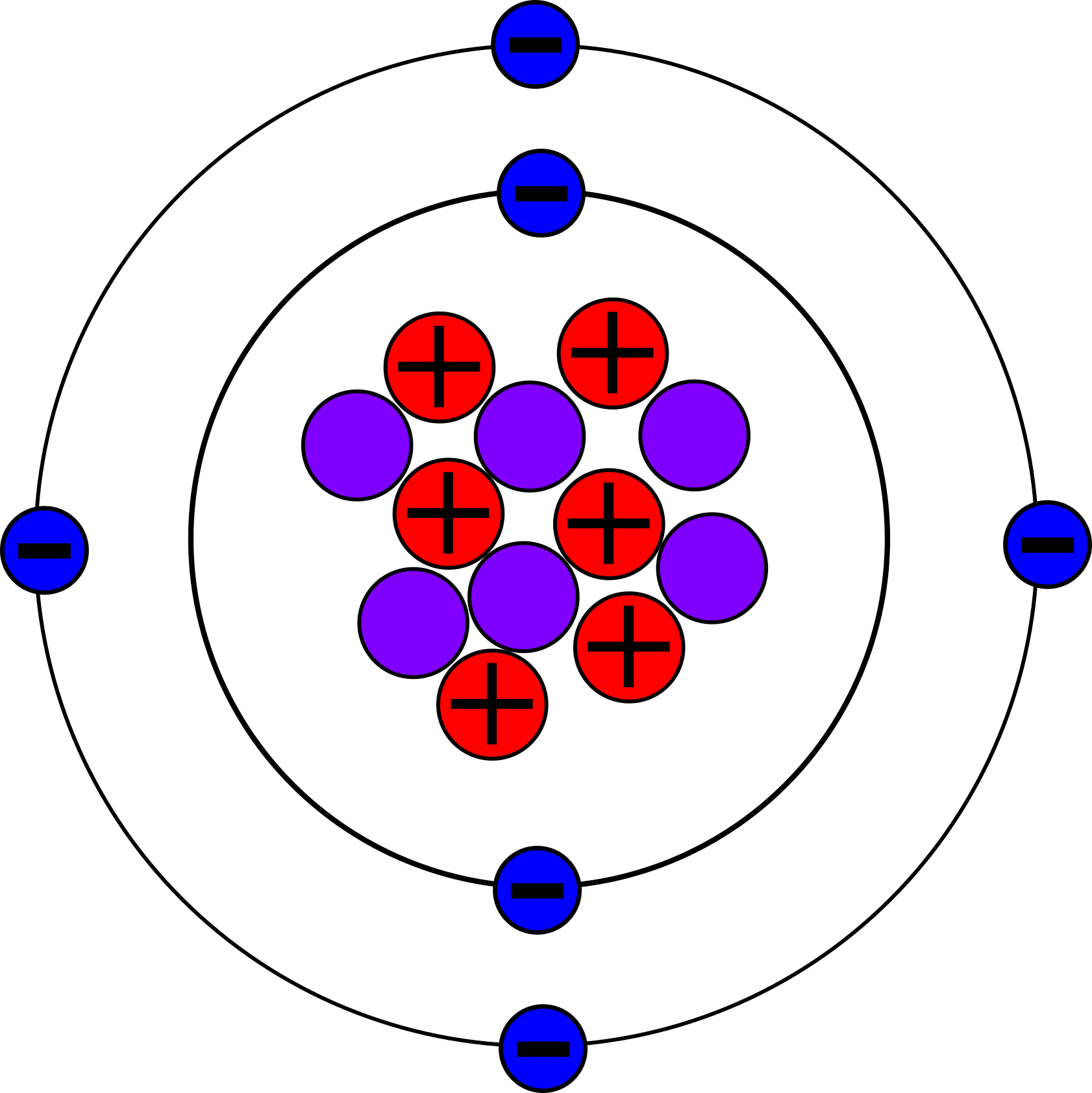

الكربون-12 (رمزه: 12C) هو أحد نظيرين مستقرين لعنصر الكربون الموجودان في الكربون الطبيعي، وتبلغ نسبة الكربون-12 فيه 98.89% . يتكون الكربون-12 من نواة فيها 6 بروتون و 6 نيوترون، وتدور حول النواة 6 إلكترونات مكونة ذرة الكربون-12.
يتبوأ الكربون-12 في الكيمياء منزلة خاصة حيث يستخدم لمعايرة الكتلة الذرية لجميع النوكليونات المعروفة حيث يتميز بالكتلة الذرية 12 .
كما أن تخليق الكربون في الشمس والنجوم من الهيليوم والهيدروجين كان العتبة لتخليق جميع العناصر الثقيلة الأخرى مثل الأكسجين والنيتروجين حتى الحديد.
(ملحوظة: وحدة كتل ذرية بالإنكليزية amu ,وهي تعادل كتلة البروتون.)

## تأريخ
حتى عام 1959 كان العلماء يستخدمون الأكسجين بغرض تحديد المول في الكيمياء. وكان تعريف المول آنذاك بأنه عدد ذرات الأكسجين الموجودة في 16 جرام. وكان علماء الفيزياء يتخذون لذلك الغرض نظير الأكسجين-16 وحده. لذلك اجمع الفيزيائيون والكيميائيون عام 1959/1960 على تعريف المول كالآتي:

«المول هو كمية المادة في نظام يحتوي على عدد من النوكليونات مساوية لما تحتوية كمية 0.012 كيلوجرام من الكربون-12، ويرمز له» مول" ."
وقد أيدت الهيئة الدولية للأوزان والمقاييس هذا التعريف في جلستيها في الأعوام 1967 و 1971 وأصبح ساريا بعد موافقة المؤتمر الرابع عشر للهيئة عام 1971.

## تخليق الكربون-12
اكتشف العالم الفيزيائي فريد هويل معمليا عام 1950 حالة إثارة للكربون-12 رجح بأنها ضرورية لتخليق النسبة المشاهدة منه في النجوم. وتسمى تلك حالة هويل واتضح فعلا أنها هي السبب في تخليق الكربون خلال تفاعل الهيليوم النووي في العمالقة الحمر من النجوم. وحالة هويل في الكربون وهي حالة إثارة رنانة هي المسؤولة عن نسبة وجود العناصر الثقيلة في الكون. تلك الحالة الرنانة للكربون-12 هي التي تسمح بتكون الكربون عن طريق تفاعل ألفا الثلاثي في قلب النجوم ومن ضمنها شمسنا.

وفي عام 2011 أيدت حسابات مبدئية أجريت على حالات الطاقة المنخفضة في نواة الكربون-12 وجود حالة إثارة بالصفات التي وصفها هويل لحالة الرنين في الكربون-12 (بالإضافة إلى الحالة القاعية لنواة الكربون-12).

## حالة هويل وتخليق الكربون
حالة هويل هي تسمية ترجع لمكتشفها العالم الفيزيائي فريد هويل وهي تختص بتكوين الكربون من ثلاثة جسيمات ألفا (ثلاثة أنوية هيليوم).

عندما تلتحم 3 أنوية هيليوم تنتج أولا حالة رنين بين نواة الكربون-12 المتكونة وحالة اندماج الهيليوم والبريليوم (مستوى الطاقة العلوي عند 7.7 مليون إلكترون فولت). يوجد طريق لوصول نواة الكربون-12 المتكونة إلى الأستقرار - أي وصولها إلى مستوي حالة طاقة وسطية عند 4.4 مليون إلكترون فولت، ثم استمرارها في الهبوط حتى مستوى الطاقة القاعية عند 0 كيلو إلكترون فولت. ولكن حالة الرنين عند 7.7 مليون إلكترون فولت قد تفكك الكربون-12 ثانيا إلى 3 أنوية هيليوم.

حالة هويل هي حالة رنانة لنواة ذرة الكربون-12. تنتج تلك الحالة عبر تفاعل ألفا الثلاثي، وتوقع "فريد هويل" وجودها في عام 1954. [3] يٌعد وجود حالة الرنين في نواة الكربون-12 ذات مستوى الطاقة 7.7 MeV أمرًا ضروريًا للتخليق النووي للكربون في النجوم التي يتم فيها اندماج الهيليوم وتنتج الكربون-12؛ وتوقع هويل كمية من إنتاج الكربون في بيئة نجمية تتطابق مع المشاهدات. وتم تأكيد وجود حالة هويل تجريبياً، ولكن لا تزال خصائصها الدقيقة قيد البحث. (نظر الشكل )
يتم تسكين حالة هويل عندما تندمج نواة الهليوم-4 مع نواة البريليوم -8 في بيئة ذات درجة حرارة عالية (108 K) مع تركيز كثيف (105 جم / سم 3) هيليوم. يجب أن تحدث هذه العملية في غضون 10-16 ثانية كنتيجة لنصف عمر قصير للبريليوم-8. حالة هويل هي أيضًا رنين قصير العمر بعمر نصف يبلغ 2.4 × (108 ) ثانية؛ تتحلل بشكل أساسي إلى جسيمات ألفا الثلاثة المكونة لها، على الرغم من أن 0.0413٪ من الانحلال (أو 1 في 2421.3) تحدث عن طريق التحويل الداخلي internal conversion إلى الحالة الدنيا لـلكربون-12 .
في عام 2011 اجريت حسابات  مبدئية لحالات الطاقة المنخفضة للكربون-12 (بالإضافة إلى الحالة القاعية واللف المغزلي المثارة) ووجدت حالة الرنين التي أشار إليها هويل  مع جميع خصائص حالة التحول الداخلي للوصول إلى مستوى الطاقة القاعي للـ   12C.

## تنقية الكربون-12
يمكن فصل نظائر الكربون من ثاني أكسيد الكربون عن طريق تفاعلات تبادل متتالية مع أمين كربامات
amine carbamate.

## اقرأ أيضًا
- التوافق الدقيق للكون
- نظائر الكربون
- كربون-14
- تخليق العناصر
- حالة إثارة
- تفاعلات الانصهار النجمي
- مول
- كتلة مولية